# Маратонац (филм)
Маратонац (енгл. Marathon Man) је амерички трилер из 1976. снимљен по истоименом роману Вилијама Голдмана, који је написао и сценарио. Лоренс Оливије је за своју улогу освојио Златни глобус за најбољег споредног глумца, а био је номинован и за Оскар у истој категорији. Филм се налази на листи 100 најузбудљивијих филмова свих времена, а доктор Зел на 34. месту листе 100 највећих негативаца.

## Радња
Томас Бејб Ливи студира историју на универзитету Колумбија а у слободно време се бави трчањем. Спрема докторску дисертацију, има девојку Елсу и води просечан и миран живот до тренутка када му брат Док умире на рукама. Томас сазнаје да је његовог брата убио озлоглашени нациста Зел, кога је Док требало да доведе у САД. Све постаје још горе када и сам Томас постане мета окрутног доктора Зела и његових људи.

## Улоге
| Глумац         | Улога             |
| -------------- | ----------------- |
| Дастин Хофман  | Томас Бејб Ливи   |
| Лоренс Оливије | др Кристијан Зел  |
| Рој Шајдер     | Хенри Док Ливи    |
| Вилијам Девејн | Питер Џејнвеј     |
| Марта Келер    | Елса Опел         |
| Ричард Брајт   | Карл              |
| Фриц Вивер     | професор Бисентал |
| Марк Лоренс    | Ерхард            |
| Тито Гоја      | Мелендез          |